# Claire Christian
Claire Christian é diretora do Secretariado da Antarctic and Southern Ocean Coalition (ASOC) com sede em Washington, D.C., EUA.

## Infância e educação
Christian obteve um mestrado em Relações Internacionais na American University (2008). Antes de ingressar na Coligação da Antártica e do Oceano Antártico, ela ocupou o cargo de Assistente de Programa no Conselho Nacional de Ciência e Meio Ambiente dos Estados Unidos.

## Carreira e impacto
Christian começou a trabalhar para a Coligação da Antártica e do Oceano Antártico em 2009. Ela foi diretora interina em 2016 e diretora em 2017. Na ASOC, Christian é responsável pelo desenvolvimento de políticas e estratégias em matérias que vão desde turismo e pesca até às mudanças climáticas, bem como redigir documentos para reuniões internacionais de governança relacionadas com o meio ambiente e políticas da Antártica. Ela também contribui regularmente com artigos sobre a Antártida para uma variedade de plataformas, geralmente com foco nos desafios ambientais. O seu trabalho ajudou ainda mais a aumentar o perfil dos esforços de conservação da Antártica.